# Filozofski fakultet u Puli
Filozofski fakultet u Puli osnovan je 1961. kao Pedagoška akademija, od 2006. kao sastavnica Sveučilišta Jurja Dobrile u Puli djeluje pod nazivom Odjel za humanističke znanosti, a od 2015. pod nazivom Filozofski fakultet u Puli.

## Povijest
Nakon što je zaslugom ekonomista Mije Mirkovića pokrenut 1960. godine studij ekonomije u Puli, pedagog Tone Peruško utemeljio je Pedagošku akademiju koja je započela s radom akademske godine 1961./1962. Od svojeg osnutka akademija je izvodila više studijskih programa ustrojenih kao jednopredmetni i dvopredmetni studiji. Neki su u međuvremenu bili ukinuti, dok su otvarani novi. Tako se do 1975. godine na Pedagoškoj akademiji moglo studirati hrvatski jezik, talijanski jezik, povijest, geografija, biologija, kemija, matematika, fizika, tehničko obrazovanje.
Više puta dolazilo je do reorganizacije tadašnje akademije. Godine 1978. Pedagoška akademija postala je OOUR Znanstveno-nastavne djelatnosti Pedagoškog fakulteta u Rijeci te je službeno uključena kao sastavni dio Sveučilišta u Rijeci. Od 1975. na akademiji se ustalilo pet studijskih grupa: razredna nastava, predškolski odgoj, hrvatski jezik i književnost i talijanski jezik i književnost, fizika i tehničko obrazovanje, te glazbeni odgoj. Komitet za prosvjetu i kulturu SR Hrvatske potvrdio je 1988. godine ocjenu Komiteta za znanost, tehnologiju i informatiku SR Hrvatske iz 1968. godine prema kojoj osnovna organizacija prema zahtjevima Zakona o znanstvenoj i istraživačkoj djelatnosti SR Hrvatske ispunjava uvjete za izvođenje znanstveno-nastave djelatnosti, te je preimenovana u Pedagoški fakultet. Dakle, u sklopu Sveučilišta u Rijeci od 1988. djelovala su dva pedagoška fakulteta, jedan u Rijeci i jedan u Puli.
Ubrzo se započelo s pokretanjem novih studijskih programa pa su 1994. godine otvorena tri studija u dvopredmetnim kombinacijama, hrvatskog jezika i književnosti, talijanskog jezika i književnost, te povijesti, a 1999. godine i studij latinskog jezika i rimske književnosti. Godine 1998. uredbom Vlade RH izdvajaju se iz Pedagoškog fakulteta učiteljski i odgojiteljski studiji koji su organizirani u Visoku učiteljsku školu u Puli, koja danas djeluje kao Odjel za obrazovanje učitelja i odgojitelja. Ovim izdvajanjem Pedagoški fakultet mijenja naziv u Filozofski fakultet u Puli pod kojim djeluje do 2006. godine. Osnivanjem Sveučilišta Jurja Dobrile u Puli iste godine Filozofski fakultet u Puli Sveučilišta u Rijeci dijeli se na tri odjela: Odjel za humanističke znanosti, Odjel za glazbu i Odjel za studij na talijanskom jeziku. Reorganizacijom visokoškolskih ustanova u Puli Odjel za humanističke znanosti preuzeo je organizaciju studija hrvatskog jezika i književnosti, latinskog jezika i književnosti te povijesti. Od 2015. godine Odjel vraća ime Filozofski fakultet u Puli.

## Organizacija fakulteta
Fakultet u svojem sastavu ima sljedeće odsjeke s pripadajućim katedrama:
- Odsjek za povijest
  - Katedra za staru i srednjovjekovnu povijest
  - Katedra za novovjekovnu i suvremenu povijest
- Odsjek za kroatistiku
- Odsjek za romansku i klasičnu filologiju

Odsjek za povijest izvodi jednopredmetni i dvopredmetni preddiplomski i diplomski studij povijesti, a Odsjek za kroatistiku jednopredmetni i dvopredmetni preddiplomski i diplomski studij hrvatskog jezika i književnosti. Odsjek za romansku i klasičnu filologiju izvodi jednopredmetni i dvopredmetni preddiplomski i diplomski studij talijanskog jezika i književnosti te dvopredmetni preddiplomski i diplomski studij latinskog jezika i rimske književnosti. Uz navedene studijske programe također se izvodi dopunsko pedagoško-psihološko obrazovanje.

## Međunarodna suradnja i izdavačka djelatnost
Djelatnici fakulteta osim nastavom bave se i znanstvenim radom, provode nacionalne i internacionalne znanstveno-istraživačke projekte, te objavljuju znanstvene i stručne radove. Do sada je fakultet priredio nekoliko znanstvenih skupova, seminara, okruglih stolova i tribina, te objavljuje časopis Tabulu koji izlazi dvaput godišnje. Prvi broj Tabule objavljen je 1999. godine, a dosad je izašlo sedam brojeva. Osim toga u njegovu izdanju izašla su znanstvena djela, monografije i udžbenici. Na fakultetu djeluje također podružnica Međunarodne udruge studenata povijesti (ISHA).

## Poznati alumni
- Lino Červar, rukometni trener
- Alieta Monas Plejić, slikarica i likovna pedagoginja

## Više informacija
- Sveučilište Jurja Dobrile u Puli

## Vanjske poveznice
- Web stranica Filozofskog fakulteta Sveučilišta Jurja Dobrile u Puli  Arhivirana inačica izvorne stranice od 13. srpnja 2009. (Wayback Machine)